# Муральт, Эдуард
Эдуард Му́ральт (фр. Edouard de Muralt; нем. Eduard von Muralt; 13 июля 1808, Бишофсцелль — 14 января 1895) — швейцарский протестантский богослов и историк, византинист, библиотекарь, палеограф, научный писатель и преподаватель.
В 1832 году окончил богословский факультет в Цюрихе, затем изучал филологию и философию в Берлине, Йене и Париже. В 1834 году эмигрировал в Россию, где в 1836—1850 годах возглавлял протестантский приход в Санкт-Петербурге. С 1837 года был куратором религиозных книг при Императорской публичной библиотеке. В 1840—1864 годах был библиотекарем в Императорском Эрмитаже и занимался описанием хранившихся там греческих рукописей. Занимался также изучением Ватиканского кодекса в Ватиканской библиотеке (1844). В 1864 году уехал из России, став приват-доцентом в Берне, а в 1869 году получил место профессора богословия в Лозанне. С 1849 года был почётным доктором философии Цюрихского университета.
Наиболее важные труды его авторства: издание Минуция Феликса, издание Нового Завета по ватиканской рукописи (Гамбург, 1846), хронограф Г. Амартола (греческий подлинник с русским предисловием, Санкт-Петербург, 1859), «Catalogus codicum Bibliothecae Imp. Publicae graecorum» (Каталог греческих манускриптов Императорской публичной библиотеки; Санкт-Петербург, 1840), «Essai de chronographie Byzantine» (Очерк о византийской хронологии; Санкт-Петербург, 1855).